# جویی هدرتون
جویی هدرتون (انگلیسی: Joey Heatherton؛ زادهٔ ۱۴ سپتامبر ۱۹۴۴) یک هنرپیشه، و خواننده اهل ایالات متحده آمریکا است.